# Нојенгена
Нојенгена (њем. Neuengönna) општина је у њемачкој савезној држави Тирингија. Једно је од 93 општинска средишта округа Зале-Холцланд. Према процјени из 2010. у општини је живјело 668 становника. Посједује регионалну шифру (AGS) 16074063.

## Географски и демографски подаци
Нојенгена се налази у савезној држави Тирингија у округу Зале-Холцланд. Општина се налази на надморској висини од 170 метара. Површина општине износи 6,2 km². У самом мјесту је, према процјени из 2010. године, живјело 668 становника. Просјечна густина становништва износи 108 становника/km².